# Iglesia de Nuestra Señora de la Concordia
La iglesia de Nostra Signora della Concordia es un lugar de culto católico situado en el municipio de Albissola Marina, en la Piazza Nostra Signora della Concordia, en la provincia de Savona. La iglesia es la sede de la parroquia homónima del vicariato de Albisola-Varazze de la diócesis de Savona-Noli . Adyacente al edificio se encuentra el oratorio de San Giuseppe.

## Historia
Según algunas fuentes, la iglesia fue construida durante 1590, poco después de la construcción de la Catedral de la Asunción de Savona, tras la venta del terreno de su conciudadana Lucrezia Conradi.Una tradición popular cuenta que la construcción del nuevo lugar de culto fue decidida por los principales familiares de la comunidad de Albissola Marina, con el entonces obispo de Savona Giovanni Battista Centurione, en enero de 1585, para aliviar los conflictos internos de la población, dividida en dos barrios y reunida alrededor de las dos iglesias parroquiales de San Benedetto y Sant'Antonio Abate. En las vidrieras laterales, en memoria de las dos antiguas iglesias de Albissola, están representados San Antonio y San Benito.
La primera piedra de la nueva iglesia se colocó el 14 de abril de 1590.

## Descripción

### Arte y arquitectura

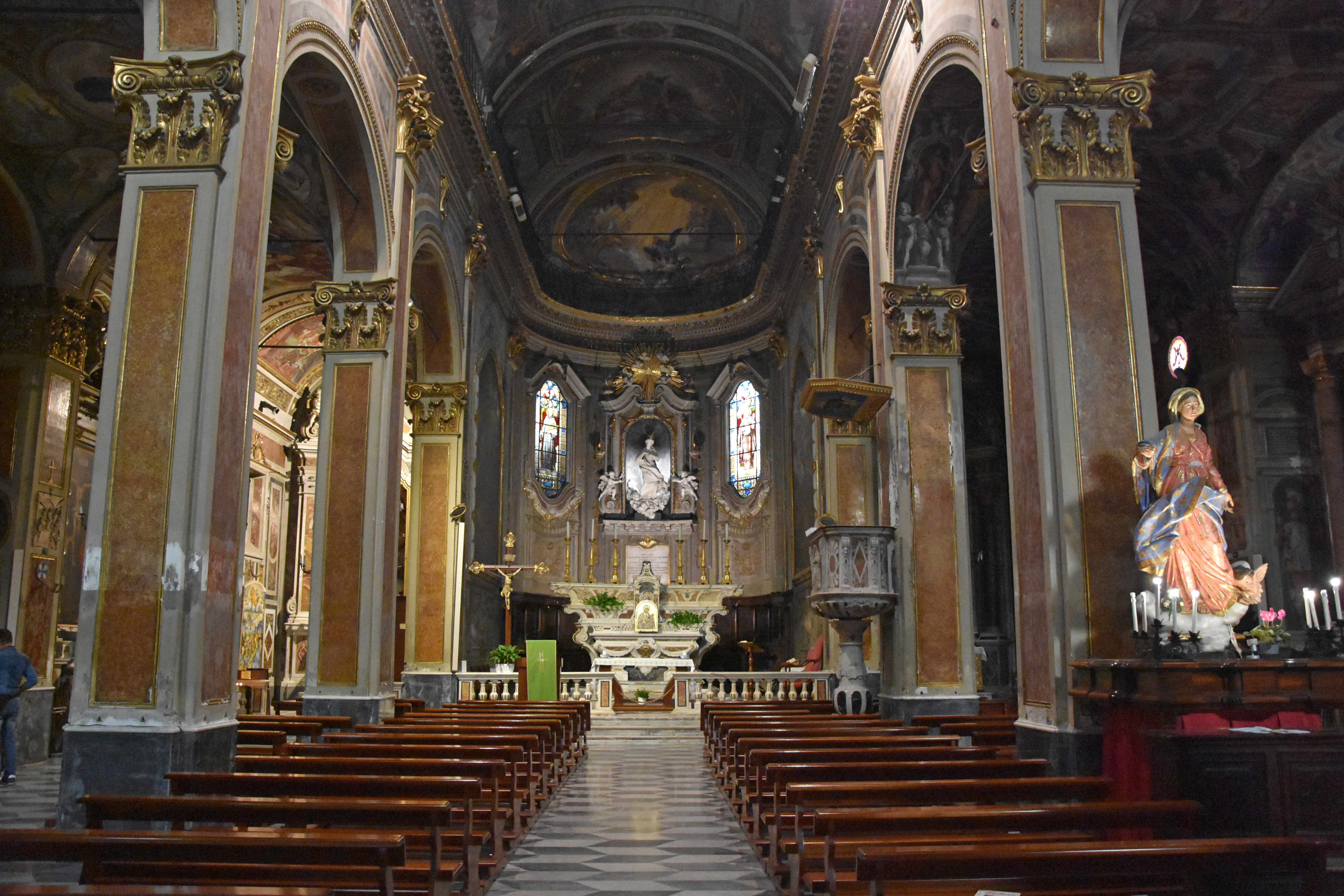
Interno

La estructura del edificio tiene planta basilical y una división interior en tres naves marcadas por pilares; Sobre ellas se sitúan dos órdenes de pilastras sobre las que se asientan cuatro arcos rebajados. En el presbiterio, que remata con un coro semicircular y tiene las mismas dimensiones que la nave central, hay dos capillas interiores con bóvedas de cañón; A lo largo de los muros longitudinales del edificio se ubican un número igual de capillas con altares laterales.En su interior se conservan varias obras escultóricas y pictóricas entre ellas dos retablos, el de San Carlo y los santos del pintor Giovanni Andrea Ansaldo en el tercer altar y al final de la nave izquierda. Entre las pinturas, el lienzo de 1610 que representa a Jesús crucificado entre los santos Bartolomé, Judas Tadeo y Longino, obra del joven pintor Giovanni Carlone; Otro retablo en paneles de cerámica policromada es el de la Natividad de Girolamo Urbinate y Agostino Salomone de 1576. También hay frescos de Paolo Gerolamo Brusco y un arcón procesional del escultor genovés Pasquale Navone, que tiene la particularidad de tener un brazo reemplazable: con sólo el brazo representa a la Madonna della Concordia, cuando tiene el brazo con el Niño Jesús representa a la Madonna del Rosario.
Destaca la estatua de mármol situada en el ábside, obra que representa a la Madonna della Concordia, obra del escultor genovés Giacomo Antonio Ponsonelli, realizada en 1690-91.
La versión barroca actual de la fachada es fruto de la reconstrucción tras los daños causados por el terremoto de 1887; El proyecto es del ingeniero romano Giuseppe Coradeschi y está construido con mármol de las canteras sienesas de Rapolano Terme.

### Órgano de tubos

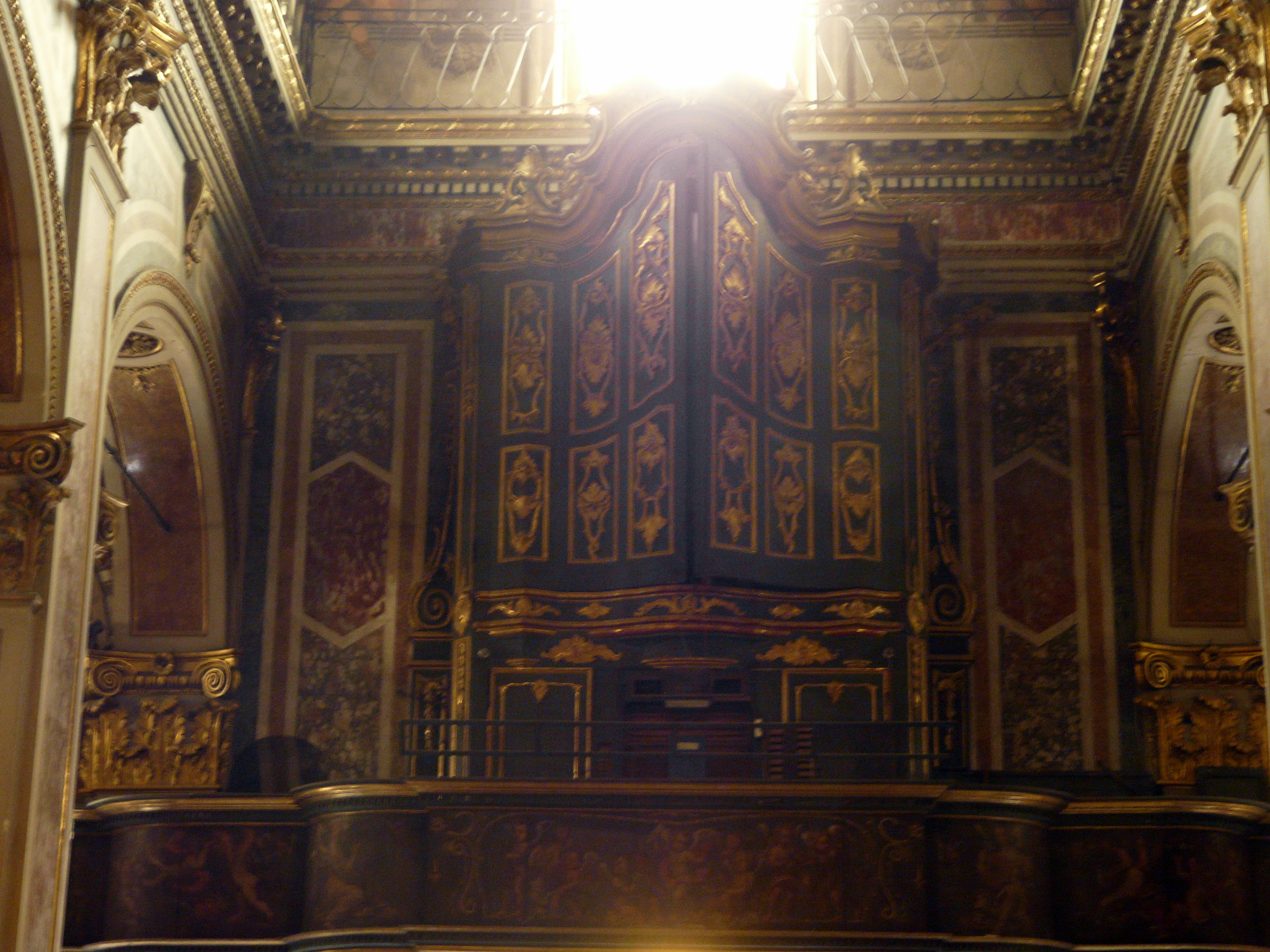
El órgano

En el coro de madera de la contrafachada se encuentra el órgano de tubos de la iglesia, construido en 1769 por el organero genovés Filippo Pittaluga, posteriormente restaurado varias veces y, en 1875, modificado por el organero savón Angelo Dessiglioli según los gustos de la época. El órgano cuenta actualmente con 2 teclados de 58 notas cada uno y una pedalera de 15 notas; Tiene 32 registros.